# Michael Guy Chislett
Michael Guy Chislett (Skipton, Vitória, 6 de abril de 1982) é um guitarrista australiano que hoje é membro da banda de rock cristão Hillsong United.

## Biografia
Em 1992 ele e sua família se mudaram para Sydney, cidade onde estudaria na escola Cherrybrook Technology High School. Saindo da escola no ano 10 para se dedicar mais a música em 2003, ele se mudou para Londres e tocou numa banda chamada Paperadio. Meses depois ele se mudou para Los Angeles. É o guitarrista principal da banda Gospel Hillsong United, ministério jovem da igreja de Hillsong na Austrália, desde os 11 anos, sendo ele um dos fundadores da banda, ele é também o guitarrista da banda de Punk/Emo The Academy Is..., e toca também com Butch Walker and The Let´s go out Tonites. Michael tem um estilo de tocar semelhante ao de The Edge do U2. Ele viajou o mundo todo com o Hillsong United, e em 2005 realizou o álbum We Stand que foi considerado o melhor álbum de música gospel no Canadá, em 2006 produziu e tocou guitarra no álbum All of the above que debutou em primeiro no Top 20 Australians Albums Chart. Michael Chislett tem várias guitarras, entre elas uma Gretsch White Falcon, Gretsch Black Penguin, Fender Stratocaster 1959, Fender Telecaster, Gibson Les Paul Classic e Fender Jaguar. O seu amplificador é um Vox AC-30, e os pedais mais usados por ele são o Boss DD-5 e o Ibanez Tubescreamer TS9.